# Walter Sutton
Walter Sutton (ur. 5 kwietnia 1877 w Utica (Nowy Jork), zm. 10 marca 1916 w Kansas City) – amerykański biolog, którego zasługą było powiązanie praw dziedziczenia Mendla z chromosomami na poziomie komórkowym.
Dorastał w Russel w stanie Kansas, gdzie na stanowym uniwersytecie otrzymał dyplom bakałarza oraz magistra. W czasie studiów na University of Kansas grał w pierwszej uniwersyteckiej drużynie koszykówki, trenowanej przez Jamesa Naismitha. W następnych latach studiował medycynę na Columbia University, gdzie w roku 1906 uzyskał stopień doktora. Współpracował z niemieckim biologiem Theodorem Boveri. 
Jest uznawany za twórcę cytogenetyki – jego zasługi są porównywane do zasług Jamesa Watsona i Francisa Cricka. 
Publikacje (wybór)
- Sutton, Walter, Spermatogonial Division of Brachystola magna, Kansas University Quarterly 9 (1900): 135–157,
- Sutton, Walter, On the Morphology of the Chromosome Group in Brachystola magna, The Biological Bulletin 4 (1902),
- Sutton, Walter, The Chromosomes in Heredity, Biological Bulletin 4 (1903): 231–50,
- Sutton, Walter, III. Anaesthesia by Colonic Absorption of Ether, Annals of Surgery 51 (1910): 457–479